# Кришанский диалект
Кришанский диалект — один из диалектов современного румынского языка, распространённый в исторической области Кришана, в западной Трансильвании.

## Классификация
Кришанский диалект, вместе с марамурешским диалектом,  являются частью относительно фрагментированной трансильванской диалектной группы. Эти диалекты, наряду с молдавским и банатским, составляют северную группу диалектов румынского языка (южная группа состоит из одного лишь мунтенского диалекта).
Как и другие диалекты румынского языка, кришанский диалект выделяется в первую очередь фонетическими особенностями и, в меньшей степени, морфологическими, синтаксическими и лексическими особенностями. Однако, в связи с раздробленностью трансильванских говоров, эти особенности
менее носят менее выраженный характер, чем диалекты других областей. В результате этого, в некоторых классификациях (например, в работах Густава Вейганда, Александру Филиппиде, Йоргу Йордана и Эмануэл Василиу) кришанский не выделяется в отдельный диалект. Другие исследования включают кришанский в систему из четырёх или пяти диалектов (пятым добавляется ещё реже выделяющийся румынскими диалектологами марамурешский диалект). Эта точка зрения продтверждается более поздними исследованиями, в частности работами Ромулуса Тодорана, Эмила Петровичи, Иона Котяну. Различия в классификациях объясняются различием использованных критериев и их относительной значимости.

## География распространения
Название кришанского диалекта происходит от исторической области Кришана, хотя границы распространения диалекта не полностью совпадают с границами исторической области. На этом диалекте говорят в следующих уездах (жудецах) Румынии: Бихор, Сэлаж, Сату Маре, Алба (северо-западная часть), Клуж (западная половина), Арад (северная половина, граница по реке Муреш), Хунедоара (северная часть), Марамуреш (юго-западная часть).

## Субдиалекты
Кришанский диалект можно разделить на несколько разновидностей, в частности, в составе кришанского ареала отмечаются говор уезда Бихор, говор этногеографического региона Цара Моцилор (Țara Moților), говор долины Сомеша и говор края Оаш (Țara Oașului).

## Особенности

### Фонетика
- Безударные гласные [a, e, o] часто закрываются до [ə, i, u], соответственно: [pəˈhar, ˈpuni, akupeˈrit] вместо стандартного pahar, pune, acoperit.
- Наоборот, гласная [ə] иногда открывается до [a]: [paˈduri, kapaˈtat] вместо стандартного pădure, căpătat.
- Дифтонг [o̯a] систематически сводится к монофтонгу [ɔ]: [ˈpɔtʲe, ˈkɔʒə] вместо стандартного poate, coajă.
- После губных согласных, [e] превращается в [ə] и дифтонг [e̯a] превращается в монофтонг [a]: [mərɡ, ˈmarɡə] вместо стандартного merg, meargă.
- Гласные переднего ряда, следующие за согласными [s, z, t͡s, d͡z], превращаются в гласные среднего ряда, а дифтонг [e̯a] сводится к монофтонгу [a]: [ˈsɨŋɡur, ˈsarə, ˈzamə, t͡sɨn] вместо стандартного singur, seară, zeamă, țin. В некоторых областях, то же самое происходит с согласными [ʃ, ʒ]; в других областях, они палатализируются и заменяют послюдующие гласные среднего ряда на гласные верхнего: [ˈkwɔʒʲe, ˈuʃʲe] вместо стандартного coajă, ușă.
- Гласная [o] в начале слова превращается в дифтонг [wə]: [wəj, wərb] вместо стандартного oi, orb.
- В последнем слоге появляются звуки [ʲ, ʷ] occur: [a spusʷ] вместо стандартного a spus.
- Дифтонг [ɨj] превращается в монофтонг [ɨ]: [ˈkɨne, ˈmɨne, ˈpɨne] вместо стандартного cîine, mîine, pîine.
- Дифтонг [ja] превращается в [je] в некоторых словах: [bəˈjet, təmɨˈjet] вместо стандартного băiat, tămîiat.
- Архаическая согласная [d͡z] превращается в [z] на большей части диалектного ареала, в то время как [d͡ʒ] сохраняется, хотя и в свободном варьировании с [ʒ].
- Губные и губно-зубные согласные палатализируются особенным образом, если за ними следуют гласные переднего ряда: [p, b, m] переходят соответственно в [ptʲ, bdʲ, mnʲ]; [f] переходит в [hʲ] или в [ʃʲ], а [v] переходит в [ɦʲ] или [dʲ]. Примеры: [ˈptʲele, ˈbdʲinʲe, mnʲik, ˈhʲi.e / ˈʃʲi.e, ɦʲiˈt͡səl / dʲiˈt͡səl] вместо стандартного piele, bine, mic, (să) fie, vițel. Однако, палатализация не является повсеместной (она более распространена в северной части диалектной зоны[2]) и подвержена вариациям.
- Зубные согласные [t, d] палатализируются, если за ними следует гласная переднего ряда: [ˈfratʲe, ˈbadʲe] вместо стандартного frate, bade.
- Аффриката [t͡ʃ] не изменяется, в то время как [d͡ʒ] превращается в [ʒ]: [ˈsɨnʒe, ˈfuʒe] вместо стандартного sînge, fuge.
- Сочетание [sl] подвергается эпентезе (добавлению звука [k]) и превращается в [skl]: [sklab, skləˈninə] вместо стандартного slab, slănină.
- В области Цара Моцилор имеет место особого рода ротацизм, при котором в старых словах согласная [n] между двумя гласными заменяется на [r]: [ˈwamirʲ, lumnʲirə] вместо стандартного oameni, lumină. Идентичный и, вероятно, исторически связанный феномен имеет место в истро-румынском языке.
- В области Оаш, когда за согласной [l] следует другая согласная, то первая веляризуется до [ɫ] или даже до [w]: [aɫb / awb] вместо стандартного alb.
- В области Оаш, согласная [r] произносится с многочисленными вибрациями.

### Морфология и синтаксис
- Притяжательный артикль не изменяется по родам и числам: a meu, a mea, a mei, a mele («мой, моя, мои», сравнить со стандартным al meu, a mea, ai mei, ale mele).
- Некоторые глаголы 1-го и 4-го спряжения не принимают окончание -ez и -esc: lucră, străluce («он работает», «(оно) блестит», сравнить со стандартным lucrează, strălucește). С другой стороны, окончание -esc иногда встречается в глаголах, которые в стандартном языке это окончание не используют: împărțăsc, înghițăsc, simțăsc («я делю», «я глотаю», «я чувствую», сравнить со стандартными împart, înghit, simt).
- Вспомогательной частицей, используемой в сложном перфекте в 3-м лице, является o для единственного и or / o для множественного числа: [o zɨs, or zɨs] («он сказал», «они сказали», сравнить со стандартным a zis, au zis).
- В субъюнктиве используется частица și: și facă («(он) сделает; чтобы (он) сделал», сравнить со стандартным să facă).
- Следующие формы глаголов встречаются в 3-м лице сослагательного наклонения, как в единственном, так и во множественном числе: să deie, să steie, să beie, să vreie, с окончанием на [ˈeje], в то время как в стандартном языке используется să dea, să stea, să bea, să vrea, с окончанием на [ˈe̯a].
- Прошедшее время условного или желательного наклонения формируется при помощи вспомогательной частицы a vrea и глагола в неопределённой форме, например o vu cînta, что совершенно отличается от стандартного ar fi cîntat.
- Когда предметом действия глагола является другой глагол, последний используется в неопределённой форме (в стандартном языке используется субъюнктив или супин).
- В некоторых конструкциях аналитические формы предпочитаются синтетическим, например предлог cătă (предлог направления «к, в, на», в стандартном языке către) используется вместо дательного падежа: [o zɨs ˈkətə ˈminʲe] («он сказал мне», дословно «он сказал ко мне, в мою сторону», вместо стандартного mi-a zis).
- В некоторых областях, повелительное наклонение формируется при помощи длинного инфинитива: nu plecareți!, nu vă lăudareți! (стандартное: nu plecați!, nu vă lăudați!).
- В северной и центральной частях диалектной зоны, в определённых формах глаголов [n] заменяется на другие звуки: [spuj, viw, viˈind] («(я) говорю», «(я) прихожу», «приходя, приходящий», сравнить со стандартным spun, vin, venind). Эта особенность объединяет кришанский диалект с мунтенским.

### Лексика
- Встречаются специфические формы неопределённых местоимений (и соответствующих им прилагательных): oarecine («некто, кто-то, кто-либо, кое-кто», стандартое cineva), oarece («нечто, что-то, что-либо, кое-что», стандартное ceva).
- Другие специфические слова: arină («песок», стандартное nisip), brîncă («рука», mînă), cotătoare («зеркало», oglindă), ștergură («полотенце», prosop), vă! («Иди! Пошёл!», du-te!), tulai! («Ого!», vai!) и др.

### Пример
Кришанский диалект: [aˈtunt͡ʃ jar o jeˈʃɨt ʃɨ so ujˈtat ‖ am rədʲiˈkat ˈbrɨŋka ‖ ʃɨ ˈdomnu o zɨs ‖ ˈɨŋkaʃa nã vəˈzut ˈkɨnʲe ‖ ʃaˈtunt͡ʃ ˈkɨnʲile o vint ku ˈwə.ile ʃɨ so ujˈtat la ˈminʲe t͡ʃej maj spun ‖ kə jel o ʃtʲiˈut kəj maj spun t͡ʃeˈva]
Стандартный румынский язык: Atunci iar a ieșit și s-a uitat. Am ridicat mîna. Și domnul a zis: Așa cîine încă n-am văzut. Și-atunci cîinele a venit cu oile și s-a uitat la mine [așteptînd să vadă] ce-i mai spun. Că el a știut că-i mai spun ceva.
Перевод: «Тогда он вышел и посмотрел. Я поднял руку. И мужчина сказал: Я никогда ещё не видел такой собаки. После этого собака привела овец и посмотрела на меня, ожидая, что я скажу ещё что-то. Потому что она знала, что я собираюсь ещё что-то сказать.»